# Spumante
Spumante er det italienske ord for mousserende. Bruges også som betegnelse for italiensk "champagne". Et eksempel på en producent af spumante er Bellavita Asti. 
| Vin og vindruer | Spire Denne artikel om vin eller vindruer er en spire som bør udbygges. Du er velkommen til at hjælpe Wikipedia ved at udvide den. |